# Jules Furthman

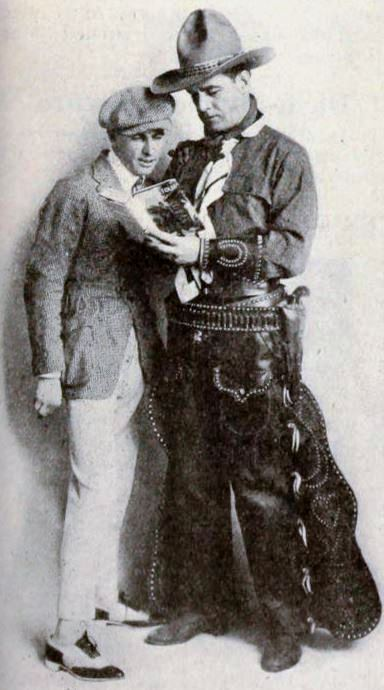
Jules Furthman (links) mit dem Westernschauspieler William Russell (1919)

Jules Furthman (* 5. März 1888 in Chicago, Illinois; † 22. September 1966 in Oxford, England, Vereinigtes Königreich) war ein US-amerikanischer Drehbuchautor.

## Leben
Jules Furthman arbeitete nach einem Literaturstudium als Journalist und verfasste ab 1915 zunächst Exposés und ab 1918 Drehbücher für den Stummfilm. Er hatte bald einen guten Ruf als Autor und arbeitete regelmäßig mit den Regisseuren Maurice Tourneur, Victor Fleming und Josef von Sternberg zusammen. Zu Beginn der 50er Jahre war sein Stil nicht mehr gefragt und er konnte lediglich mit Rio Bravo einen späten Erfolg verzeichnen. Er war von 1920 bis zu seinem Tod verheiratet mit der Schauspielerin Sybil Seely, die als Partnerin von Buster Keaton in fünf Filmen zu sehen war.

## Filmografie (Auswahl)
- 1923: Unter den Wölfen von Alaska (North of Hudson Bay)
- 1924: Die Hochzeit von Florenz (Romola) (Zwischentitel)
- 1927: Der Weg allen Fleisches (The Way of All Flesh)
- 1927: Stacheldraht (Barbed Wire)
- 1928: Die Docks von New York (The Docks of New York)
- 1928: Polizei (The Drag Net)
- 1929: Sie nannten ihn Thunderbolt (Thunderbolt)
- 1929: Eine Nacht im Prater (The Case of Lena Smith)
- 1930: Marokko (Morocco)
- 1932: Blonde Venus
- 1932: Shanghai-Express
- 1933: Sexbombe (Bombshell)
- 1935: Meuterei auf der Bounty (Mutiny on the Bounty)
- 1936: Abenteuer im Gelben Meer (China Seas)
- 1936: Nimm, was du kriegen kannst (Come and Get It)
- 1938: Piraten in Alaska (Spawn of the North)
- 1939: S.O.S. Feuer an Bord (Only Angels Have Wings)
- 1941: Abrechnung in Shanghai (The Shanghai Gesture)
- 1943: Geächtet (The Outlaw)
- 1944: Haben und Nichthaben (To Have and Have Not)
- 1945: Tote schlafen fest (The Big Sleep)
- 1947: Der Scharlatan (Nightmare Alley)
- 1951: Peking-Expreß (Peking Express)
- 1957: Düsenjäger (Jet Pilot)
- 1959: Rio Bravo